# Alekséi Krávchenko
Alekséi Yevguénievich Krávchenko (en ruso: Алексе́й Евге́ньевич Кра́вченко; n. Podolsk, cerca de Moscú, 10 de octubre de 1969) es un actor de cine ruso, principalmente conocido por su papel protagonista en la película de 1985 Ven y mira. En el momento del rodaje del film, Krávchenko tenía catorce años y era su papel debut.

## Filmografía
- Ven y mira 1985
- Spetsnaz (miniserie) 2002
- La estrella 2002
- La novena compañía 2005
- El pájaro pintado 2019